# Akash (banda)
Akash es una banda colombiana de hard rock y heavy metal fundada en 1992 en la ciudad de Armenia por Jairo Alberto Moreno Carrillo. Actualmente está integrada por Roberto Munard en la Voz, Jairo Alberto Moreno en el bajo, Fernando Martínez en la batería y Miller Garibello en las guitarras líder.
En 1997 publicaron su primer demo titulado Fuera de Control, con el cual se dieron a conocer mediante una serie de conciertos, llegando incluso a ganar el Festival Café-Rock. Gracias a su sencillo Esperanza, fe y amor, en homenaje a las víctimas del terremoto del eje cafetero de 1999, alcanzaron el reconocimiento a nivel nacional. El nombre de la agrupación significa, en términos gnósticos, el origen del bien y el mal.

## Historia

### Inicios
La primera formación de la banda estuvo integrada por Jairo Alberto Moreno (Guitarra y voz), Jorge Asdrúbal Martínez (bajo y voz) y Fabio Ramírez (batería). Aunque los comienzos fueron complicados, poco a poco lograron reconocimiento a nivel regional. Después de muchos procesos y cambios en las formaciones de la banda, Jairo Alberto Moreno es el único miembro original que aún permanece. 
En 1997, la banda sacó al mercado su demo promocional, titulado Fuera de Control, con Juan Carlos «El Cura» Marín como vocalista (ex Detonator), Jairo Alberto moreno en la guitarra, Hugo Rodolfo Mejía en el bajo y Édgar Escobar en la batería. En el año 2001, durante el segundo aniversario del terremoto del eje cafetero de 1999, la banda alcanzó reconocimiento nacional gracias al sencillo Esperanza, fe y amor: un regalo para el eje cafetero. Con el apoyo del Fondo para la Reconstrucción del Eje Cafetero, FOREC, se realizó un vídeo promocional que fue emitido por todos los canales regionales del país. En el transcurso de este mismo año ingresó como guitarrista líder Carlos Hoyos, dueño del estudio de grabación Audioarte Producciones.

### Reconocimiento nacional
En el año 2003 la agrupación publicó el disco Mas Allá de la Realidad, con músicos invitados como Edwin Clay Ramírez (teclados), Luis Alfredo Ruiz (bajo en la canción «Ángel»), y Diego Flórez (batería). En este álbum, Akash reúne una mezcla de diferentes géneros como el metal, el pop-rock y la power ballad.
Poco tiempo después de la salida del disco, el guitarrista Carlos Hoyos abandonó la banda antes de comenzar la gira promocional de conciertos. El elegido para reemplazarlo en la formación fue Diego Iván Serna (ex Detonator). Tiempo después, Hugo Rodolfo Mejía, integrante original de la banda, es reemplazado por Julián López. Pocos meses después, el baterista Juan Carlos Ángel (ex Darath) abandona también la agrupación para dar paso a Néstor Iván Cardona.
En el 2008 salió al mercado su segundo álbum, Resurrección, con canciones que lograron repercusión como «Hielo de fuego», «Luchar y perder» y «Esta triste libertad». En el 2011 la banda remasterizó Fuera de Control, del cual se desprendió la balada «El amor se fue».
A lo largo de sus años de trayectoria profesional, Akash, ha tenido la oportunidad de tocar al lado de artistas nacionales tales como Andrea Echeverri, Santa Sangre, Krönös, Kraken y Tránsito Libre; e internacionales como Paul Di'Anno (exvocalista de Iron Maiden), Mägo de Oz, Rata blanca,  Barón Rojo, Ángeles del Infierno, Saratoga, Cinderella y Scorpions. Participaron en un disco tributo a la banda británica Iron Maiden con la canción «El vuelo de Ícaro» (originalmente «Flight of Icarus»), incluida también en el álbum Resurrección. Además, ha participado en eventos como Café Rock, Festival de Artes Escénicas, Altavoz 2010, Festival Taiquenaju, Teseo fest (Bucaramanga), Festival Rock al viento (Apía), Convivencia rock (Pereira) y Rock al 100, entre otros.

### Últimos años

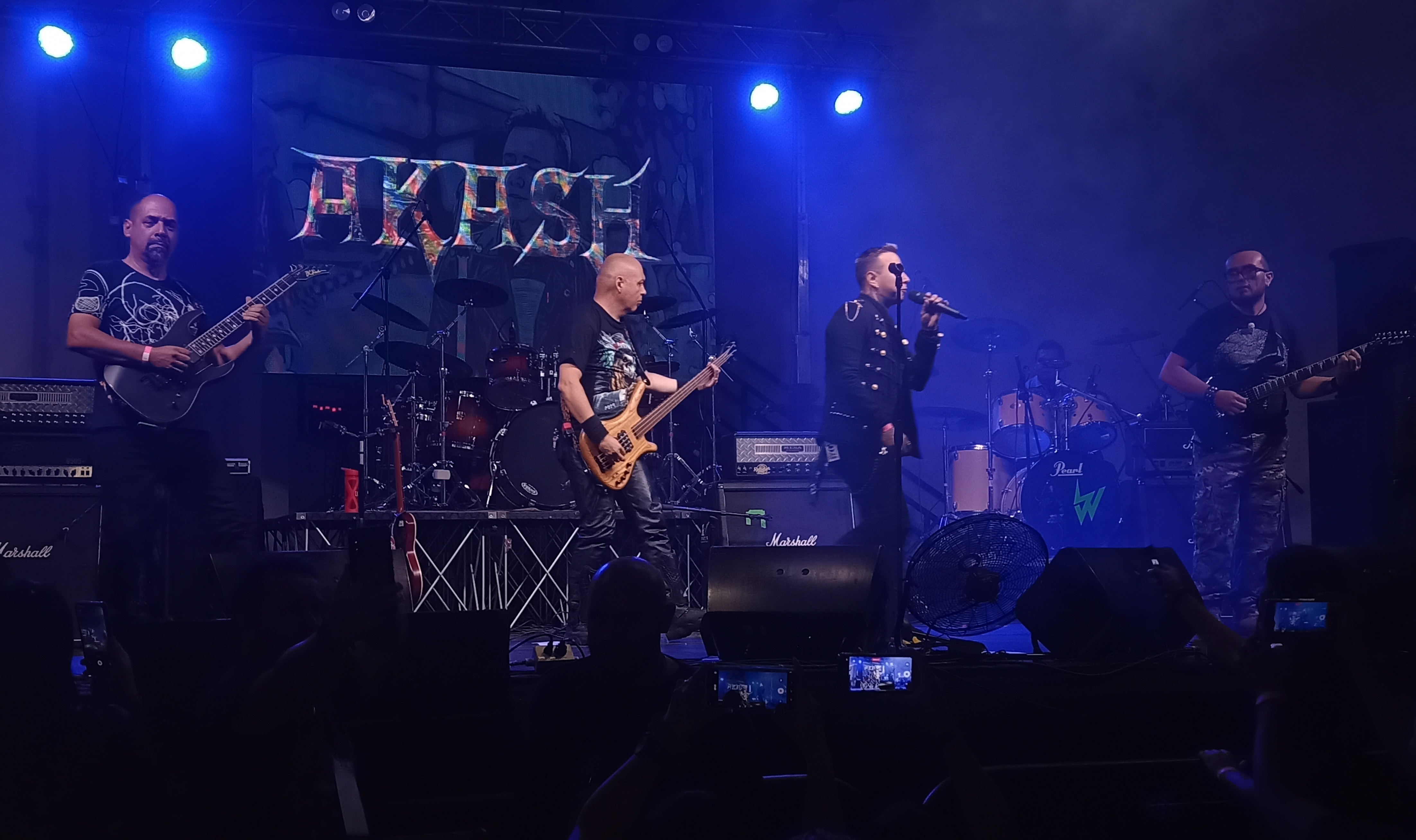
Akash con su vocalista Roberto Munard, 2022.

El 23 de diciembre de 2013 se despidió de la banda el cantante Juan Carlos «El Cura» Marín, en un concierto en el Ozzy Bar de la ciudad de Bogotá. Se integraron a la agrupación Jorge Andrés Bermúdez como vocalista y Alexander Amaya como guitarrista, pero duraron muy poco en el seno de la agrupación. Al año siguiente, salió a la venta el álbum Neurosis, con Miller Garibello como nuevo guitarrista. A finales de 2016 Akash publicó un nuevo sencillo titulado «El inicio de una historia», con el que presentó a Roberto Munard (ex Doble Vía) como nuevo vocalista. En 2018 la banda presentó el sencillo «Y soy yo».
Desde su último álbum completo, "Neurosis" (2015), Akash ha mantenido una actividad constante en la creación y producción musical. En 2020, la banda presentó "Alma Inmortal", un álbum recopilatorio que reúne las canciones más destacadas de su trayectoria, consolidando su legado en la escena del rock colombiano. Esta producción resalta la calidad compositiva de Akash y sirve como puente entre las generaciones que han seguido su música.
En 2022, la banda lanzó el sencillo "Con Miedo a la Verdad", una pieza con letras introspectivas y críticas que refleja la evolución de su estilo y su capacidad para abordar temas profundos. Este sencillo marcó un regreso al estudio con renovada energía creativa y fue bien recibido por sus seguidores.
Durante 2024, Akash presentó varios lanzamientos que demuestran su compromiso con la innovación dentro del hard rock y el heavy metal. Entre estos destacan los sencillos "Still Love", lanzado el 26 de octubre, y "Akela Hu", ambos con una notable combinación de melodías emocionales y potencia instrumental. "Juego de Azar", otra entrega de este año, exhibe el dominio de la banda en los sonidos característicos del rock clásico. Además, Akash publicó el EP "Mountain Song", donde exploran una diversidad de texturas musicales que conectan sus raíces con una visión contemporánea del género.
Estos lanzamientos recientes consolidan a Akash como una banda que continúa vigente, renovando su propuesta mientras mantiene la esencia que los ha hecho un referente del rock colombiano.

### Vocalistas de Akash a lo largo de su historia
- Jairo Alberto Moreno (1992 - 1996): Miembro fundador, además de ser guitarrista y compositor en los primeros años de la banda.
- Juan Carlos "El Cura" Marín (1997 - 2013): Exvocalista de la banda Detonator, se integró para las primeras producciones oficiales como Fuera de Control y Más Allá de la Realidad. Fue un vocalista icónico en la historia de Akash hasta su despedida en 2013.
- Jorge Andrés Bermúdez (2014): Su paso por la banda fue breve y no llegó a consolidar grabaciones o proyectos destacados.
- Roberto Munard (2016 - Presente): Actual vocalista, proveniente de la banda Doble Vía. Desde su integración ha aportado un tono renovado y moderno a Akash, destacándose en producciones como Neurosis (2015) y los lanzamientos recientes de 2024.

Esta rotación de vocalistas ha definido diferentes épocas en la evolución musical de Akash, cada uno dejando un sello distintivo en su discografía y estilo.

## Discografía

### Álbumes
- 1997 - Fuera de Control (demo)
- 2003 - Más Allá de la Realidad
- 2008 - Resurrección
- 2011 - Fuera de Control (remasterizado)
- 2015 - Neurosis
- 2020 - Alma inmortal

### Sencillos y EP
- 2001 - Esperanza, Fe y Amor
- 2011 - El Amor Se Fue
- 2022 - Con Miedo a la Verdad
- 2024 - Still Love (26 de octubre)
- 2024 - Akela Hu
- 2024 - Juego de Azar
- 2024 - Mountain Song (EP)

Fuente: